# Rigidoporus adnatus
Rigidoporus adnatus är en svampart som beskrevs av Corner 1987. Rigidoporus adnatus ingår i släktet Rigidoporus och familjen Meripilaceae.   Inga underarter finns listade i Catalogue of Life.